# Fahrradbeauftragter
Fahrradbeauftragter (auch: Radverkehrsbeauftragter, in der Schweiz: Velobeauftragter, Velofachstelle) ist ein für alle Belange des Fahrradverkehrs zuständiger Mitarbeiter (oder auch eine Verwaltungseinheit) in einer Gemeinde-, Stadt- oder Kreisverwaltung, in einzelnen Bundesländern auch in einem Ministerium, in der Schweiz auch in Kantonen. Dieser ist meist hauptamtlich eingestellt, kann in Einzelfällen aber auch ehrenamtlich bestellt sein.
Je nach örtlichen Verhältnissen sind die Kompetenzen unterschiedlich geregelt. So weist in Leipzig eine Dienstanweisung dem Fahrradbeauftragten unter anderem folgende Aufgaben zu: die Geschäftsführung in einer Arbeitsgruppe Radverkehr, sämtliche Planungen zum Fahrradverkehr und die Gegenzeichnung sämtlicher Straßenneu und -umbauten sowie die Öffentlichkeitsarbeit für den Fahrradverkehr.
In anderen Kommunen gehören auch zu den Aufgaben:
- Fahrradfreundliche Verkehrsregelung
- Verkehrssicherheit für Radfahrer
- Dokumentation der Entwicklung und der Tätigkeiten
- Koordinierung von Fahrradaktivitäten der verschiedenen Vereine und Institutionen
- Planung und Durchführung von Veranstaltungen mit Fahrrädern und zum Fahrradverkehr
- Fahrrad im Umweltverbund (Bike and ride, Fahrradmitnahme, Fahrradverleihsysteme)

Fahrradbeauftragte gibt es in Deutschland bei mindestens 12 Landesbehörden und in mindestens 64 Städten oder Kreisen. Für die Schweiz wird ein Überblick gegeben zu den Aufgaben von Velofachstellen sowie möglichen Zuordnungen innerhalb der Verwaltung in einer  Veröffentlichung der Velokonferenz von 2012. In Österreich beschäftigt das Bundesministerium für Land- und Forstwirtschaft, Umwelt und Wasserwirtschaft einen Radverkehrskoordinator. Die Aktivitäten auf Länderebene unterscheiden sich von Bundesland zu Bundesland. In Wien und anderen Städten sind hauptamtliche Radverkehrsbeauftragte beschäftigt.